# Natuurpark Desert de les Palmes

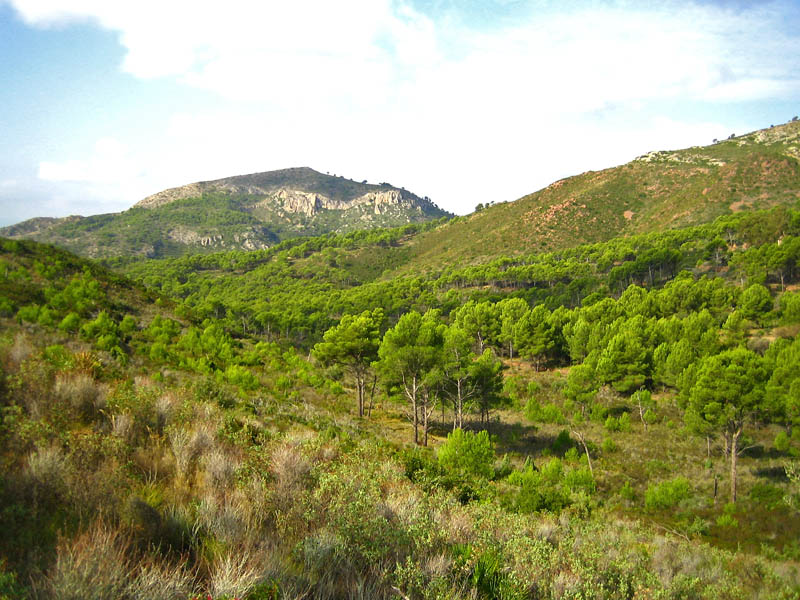

Het Natuurpark Desert de les Palmes (Valenciaans: Parc Natural del Desert de les Palmes/Spaans: Parque natural del Desierto de las Palmasa) is een natuurpark in de regio Valencia in Spanje. Het natuurpark werd opgericht in 1989 en is 3293 hectare groot. Het natuurpark omvat beboste heuvels. In het park komt havikarend, sperwer, everzwijn, vos voor.